# Такума Кадзуе
Такума Кадзуе (нар. 4 серпня 1974) — колишня японська тенісистка.
Найвищу одиночну позицію світового рейтингу — 233 місце досягла 5 серпня 1996, парну — 151 місце — 7 липня 1997 року.
Здобула 1 парний титул.

## Фінали Туру WTA

### Парний розряд (0-1)
| Результат | Дата                                       | Турнір          | Рівень  | Покриття | Партнерка  | Суперниці                  | Рахунок  |
| --------- | ------------------------------------------ | --------------- | ------- | -------- | ---------- | -------------------------- | -------- |
| Поразка   | Salem Open Beijing and the Nokia Open 1996 | China Open, КНР | Tier IV | Тверде   | Хосокі Юко | Наоко Кадзімута Міхо Саекі | 5–7, 4–6 |

## Фінали ITF
| турніри $25,000 |
| турніри $10,000 |

### Одиночний розряд: 2 (0–2)
| Результат | Ранг | Дата           | Турнір              | Покриття | Суперниця          | Рахунок  |
| --------- | ---- | -------------- | ------------------- | -------- | ------------------ | -------- |
| Поразка   | 1.   | 31 жовтня 1993 | Кіото, Японія       | Тверде   | Ліза Макші         | 3–6, 2–6 |
| Поразка   | 2.   | 28 жовтня 1996 | Саґа (Саґа), Японія | Трава    | Тамарін Танасугарн | 4–6, 1–6 |

### Парний розряд: 2 (1–1)
| Результат | Ранг | Дата            | Турнір               | Покриття | Партнерка      | Суперниці                      | Рахунок             |
| --------- | ---- | --------------- | -------------------- | -------- | -------------- | ------------------------------ | ------------------- |
| Поразка   | 1.   | 7 червня 1993   | Сеул, Південна Корея | Тверде   | Юка Йосіда     | Мімма Черновіта Іраваті Моерід | 5–7, 6–2, 3–6       |
| Перемога  | 1.   | 11 березня 1996 | Тайбей, Тайвань      | Тверде   | Ямаґісі Йоріко | Сюй Сюелі Вен Цзитін           | 7–5, 6–7(5), 7–6(4) |